# 小煞星
《小煞星》（英語：The Singing Killer）是1970年張徹执导的一部香港電影，由姜大卫、陈星等領銜主演。该片主要讲述一位当红歌手因为在之前曾当过盗贼，于是被人利用，之后用自己的方式去证明自己的故事。

## 劇情簡介
有一位著名歌手，他叫强尼，不过很少人知道，实际上他之前曾是一个拥有很高偷盗技巧的罪犯，绰号为“小煞星”，不过现在已经改邪归正了。并且他还有一个暗恋的女孩，叫“水仙”。冯经理看中了他不彩的过往，便和一些人合作，威逼利诱，迫使他和这些人一起去盗珠宝行。
不过令大家没想到的是，强尼爱慕的女孩居然在珠宝行工作，所以两个人相认，并且强尼还故意将盗珠宝的计划告诉了珠宝行，最后，冯经理偷盗的计划自然是破灭了，可是强尼却受到了一些人的怀疑。
为了证明自己，他决定自己去找冯经理等人算账。
最后，冯经理被抓，而他也获得清白，并和心爱的女孩相爱了。

## 演员
- 姜大衞 飾 强宜
- 冯淬帆 饰 汪探长
- 狄龙 饰 鼓手（客串）
- 汪萍 饰 水仙
- 陈星 饰 冯经理
- 谷峰 饰 一哥
- 王锺 饰 打手（一哥同伙）
- 石天 饰 仙童
- 金霏 饰 何曼
- 杨志卿 饰 谢经理[2]

## 備註
1. ↑  .   [2021-11-23]. （原始内容存档于2021-11-23）.
2. ↑  .   [2021-11-23]. （原始内容存档于2021-11-23）.

## 相關連結
- 豆瓣链接 （页面存档备份，存于）
- 互联网电影数据库（IMDb）上《小煞星》的资料（英文）
- 香港影庫上《小煞星》的資料（繁體中文）